# Rieselfilmkristallisation
Rieselfilmkristallisation wird auch als Fallfilmkristallisation bezeichnet und ist ein Verfahren der fraktionierten Kristallisation aus Schmelzen. Patentiert wurde dieses Verfahren von dem Schweizer Unternehmen Sulzer AG mit Sitz in Winterthur.

## Kristallisationsverfahren

Schematische Darstellung der Fallfilmkristallisation (hier: 1. Stufe)

Bei der Rieselfilmkristallisation wird die Kristallisation eines Grundstoffes zum gewünschten Endprodukt in drei Stufen erreicht. 
Der auszukristallisierende Grundstoff wird zunächst im geschmolzenen Zustand in einen Vorratstank geleitet, welcher sich unterhalb des eigentlichen Kristallisators befindet. Mittels einer Pumpe wird diese Schmelze an der Oberseite in den Kristallisator geleitet, wo sie sich als Niederschlag am unteren Auslass sammelt und wieder in den Vorratstank geleitet wird. Somit entsteht ein Kreislauf, in dessen Verlauf eine Kristallschicht an der Innenseite des Kristallisators bildet, da die Schmelze diese (kühleren) Oberflächen benetzt. Zur Beschleunigung der Kristallisation wird darüber hinaus die Außenseite des Kristallisators über Kühlschläuche und einen Wärmeübertrager gekühlt.
Ist eine zuvor festgelegte Kristallschichtdicke gewachsen, wird der gesamte Vorgang unterbrochen und der verbliebene Grundstoff aus dem Sammeltank entfernt. Die entstandene und erkaltete Kristallschicht wird im weiteren Verlauf leicht erwärmt („Anschmelzen“), womit Verunreinigungen als Schmelze (partielle Schmelze genannt) in den Sammeltank abtropfen. Auch dieser Vorgang wird nach einer zuvor festgelegten Menge an abgetropften Verunreinigungen unterbrochen und die aufgefangene Schmelze aus dem Sammeltank entfernt.
Im dritten Schritt wird die nun gereinigte Kristallschicht vollständig abgeschmolzen und in den Sammeltank geleitet. Die erhaltene Flüssigkeit steht als Endprodukt bereit.